# 茂山街道
茂山街道，是中华人民共和国吉林省通化市通化县下辖的一个乡镇级行政单位。

## 行政区划
茂山街道下辖以下地区：
茂山社区、团结社区、新风社区、长安社区、利民社区、快大茂村和新茂村。